# 初音 (歌手)
初音（はつね、1990年10月11日 - ）は、日本の女性シンガーソングライター。本名および旧活動名は奥村初音（おくむら はつね）。血液型B型。大阪府出身。

## 人物
幼少期の頃からクラシックピアノを習い、音楽に触れる。小学校5年生の頃より音楽コンテストに出場するようになり、他の参加者の影響を受けて自身で作詞作曲を始めるようになる。翌年、小学6年生の時に出場した同コンテストではオリジナル曲で出場し、最年少でグランプリを獲得する。以降は学業のかたわらで楽曲制作を行い、イベントライブへの参加や路上ライブ等で音楽活動を続ける。
影響を受けたアーティストは小田和正やDREAMS COME TRUE。
子供のころから吉本新喜劇をよく見ていた。好きなキャラはシゲゾウ。

## 来歴
2006年、エイベックス主催によるコンベンションライブ『SHOWCASE LIVE』に出演し、パフォーマンスが評価されたことでデビューのきっかけをつかむ。
2007年9月、本名の奥村初音として、シングル「恋、花火」でavex traxからデビュー。デビュー前の時点でオリジナル曲は90曲以上を超える。
2008年7月、3枚目のシングル「ホントはね」を発表。初のドラマ主題歌に起用される。9月には初のアルバム『ありがとう』を発表。
2009年3月、大阪府立大手前高等学校を卒業。上京を機に「初音」として活動することを発表。7月、日本テレビ系列を中心に放映している音楽情報番組「メロjpでいこう!」にGUEST出演し、番組MCタイナカサチと6年前に一緒にダンスをしていた話を披露。
2012年3月31日をもって研音とavex trax（レーベル）から離れることと今後も音楽活動を続けることを表明。

## ディスコグラフィー
CD作品はいずれも、CDおよびCD+DVDの2形態同時発売（デビュー作品から2011年リリースの作品まで）。

### シングル

#### 『奥村初音』名義
1. 恋、花火（2007年9月5日）
  - 「恋、花火」
  - 「やさしさのカタチ」
  - 「恋、花火 (Instrumental)」
  - 「やさしさのカタチ (Instrumental)」
  - CD+DVD盤のみ「恋、花火」ショートフィルムDVD付
2. 砂（2008年2月13日）
  - 「砂」：ケータイ恋愛ドラマ『100シーンの恋』テーマソング
  - 「君を想うと...」
  - 「砂 (Instrumental)」
  - 「君を想うと... (Instrumental)」
  - CD+DVD盤のみ「砂」MUSIC CLIP・特典映像収録DVD付
3. ホントはね（2008年7月23日）
  - 「ホントはね」：日本テレビ系ドラマ『正義の味方』主題歌
  - 「夏色の恋」：関西テレビ・フジテレビ系『グータンヌーボ』2008年6・7月度エンディングテーマ
  - 「ホントはね (Instrumental)」
  - 「夏色の恋 (Instrumental)」
  - CD+DVD盤のみ「ホントはね」MUSIC CLIP収録DVD付

#### 『初音』名義
1. 恋に出逢った夏 feat.KEN THE390（2009年7月1日）
  - 「恋に出逢った夏 feat.KEN THE390」
  - 「恋に出逢った夏 solo version」
  - 「ヒトリ咲く頃」
  - 「負けないココロ」：SEGA ニンテンドーDS用ソフト『ファンタシースターZERO』主題歌
  - 「恋に出逢った夏」のPVには、第3 回POP モデルオーディショングランプリの河西美希（Popteen モデル）と、第21 回ジュノンスーパーボーイグランプリの市川知宏が共演している
2. アカイ糸 feat.KEN THE390（2009年9月2日）
  - 「アカイ糸 feat.KEN THE390」：BeeTVドラマ『ラブコネクター ～恋愛工作人～』主題歌
  - 「アカイ糸 solo version」
  - 「キミだけが」
3. また逢いたい（2010年2月10日）
  - 「また逢いたい」：NHK土曜時代劇『咲くやこの花』の主題歌
  - 「エスケープ」
4. つよがりソレイユ (2010年11月24日)
  - 「つよがりソレイユ」：テレビ朝日金曜ナイトドラマ『秘密』の主題歌。作詞作曲はスキマスイッチ常田真太郎[6]。志田未来主演のテレビドラマの主題歌となるのは『正義の味方』の「ホントはね」以来、2回目
  - 「伝えたいことば」：BS朝日『しあわせドキュメント 結婚までの1週間』の主題歌
  - 「つよがりソレイユ (Instrumental)」
  - 「伝えたいことば (Instrumental)」
5. 紡ぎ～あまねく想い～ (2011年11月9日)
  - 「紡ぎ～あまねく想い～」：テレビ朝日木曜ミステリー『科捜研の女 第11シリーズ』の主題歌
  - 「迷路 -Live Version-」
  - 「つよがりソレイユ -Live Version-」
  - 「紡ぎ～あまねく想い～ -Karaoke-」
  - Live Versionはアコースティックワンマンライブ『初音茶屋』2011.9.14より
6. 風ノート1 (2013年10月13日)
  - 「旅立ちの風」
  - 「ルール」
7. 風ノート2 (2014年5月29日)
  - 「ユメタビ列車」
  - 「B.F.F.」
8. refrain〜nowadays〜 (2018年6月9日)
  - 「refrain〜nowadays〜」
9. 月 (2018年8月26日)
  - 「月」
10. あなたにもらった靴をはいて (2019年6月2日)
  - 「あなたにもらった靴をはいて」
11. グンナイ (2022年5月29日)
  - 「グンナイ」
  - サブスク・配信先行リリース（ハイレゾ音源あり）。CDは2022年7月8日開催のヒトリラツアーから販売開始
12. ループアウト (2024年7月5日)
  - 「ループアウト」
  - サブスク・配信リリース（ハイレゾ音源あり）
13. オーマイヒーロー (2024年10月16日)
  - 「オーマイヒーロー」
  - サブスク・配信リリース（ハイレゾ音源あり）
14. シブヤ (2025年7月4日)
  - 「シブヤ」
  - サブスク・配信リリース

### アルバム

#### 『奥村初音』名義
1. ありがとう（2008年9月3日）
  - 「あした晴れたら」：テレビ朝日系『ツジツマ』テーマソング
  - 「くつずれ」
  - 「夏色の恋」
  - 「ひこうき雲」
  - 「砂」
  - 「恋、花火」
  - 「孤独の戦士」
  - 「ホントはね」
  - 「モノクロの空」：映画『秋深き』主題歌
  - 「きっと叶うよ」
  - 「ふたり」：魔法のiらんどTVドラマ『Re:涙雨、』主題歌
  - 「ありがとう」
  - CD+DVD盤のみ「恋、花火 (Short ver.)」「砂 (Lip ver.)」「ホントはね (Lip ver.)」「モノクロの空」各MUSIC CLIP、「モノクロの空」イラストメイキング映像収録DVD付

#### 『初音』名義
1. 音紡ぎ（2011年12月14日）
  - 「R347」
  - 「君が教えてくれたこと」：広島経済大学CMソング
  - 「紡ぎ～あまねく想い～」：テレビ朝日系木曜ミステリー『科捜研の女』主題歌
  - 「ひだまり」：LISMOドラマ『POV～志田未来のそれだけは見ラいで！～』
  - 「つよがりソレイユ」：テレビ朝日系金曜ナイトドラマ『秘密』主題歌
  - 「希望にかわるとき」
  - 「また逢いたい」：NHK土曜時代劇『咲くやこの花』主題歌
  - 「ヒトリ咲く頃」：テレビ朝日系 『笑顔がごちそう　ウチゴハン』テーマソング（2009年4月-）
  - 「フツウっていう幸せ」：テレビ朝日系『笑顔がごちそう ウチゴハン』エンディングテーマ）
  - 「恋に出逢った夏 (solo version)」
  - 「アカイ糸 (solo version)」
  - 「伝えたいことば」：BS朝日『しあわせドキュメント 結婚までの1週間』挿入歌）
  - 「卒業～また会おうね～」：主婦の友社『Cawaii!』卒業ソングプロジェクト企画制作楽曲
2. 風は君の答えを待っている（2015年4月21日）
  - 「A DAY」
  - 「毒りんごと◯◯」
  - 「ルール」
  - 「旅立ちの風」
  - 「ユメタビ列車 -album ver.-」
  - 「B.F.F. -album ver.-」
  - 「クリスマスカード」
  - 「風は君の答えを待っている」
  - 「旅立ちの風 "Kaze-kimi" music box」
  - 「ユメタビ列車 "Kaze-kimi" music box」
  - 「ルール "Kaze-kimi" music box」
3. 水彩とカミナリ（2018年10月29日）
  - 「マジックアワー」
  - 「涙のミルクティー」
  - 「水の中で恋をした」
  - 「ナツノアト」
  - 「ライフ・イズ・フィクション」
  - 「scramble」
  - 「～シモキタノオト～」
  - 「シモキタにちいさな物語」
  - 「“oyasumi bo-chan”」
  - 「～シブヤノオト～」
  - 「refrain-nowadays-」
  - 「PARTY NIGHT」
  - 「月」
  - 「エンドロール」

### ミニアルバム

#### 『初音』名義
1. 恋ノート1（2015年12月1日）
  - 「また、あした」
  - 「空に向かう花」
  - 「となりあわせ」
  - 「小さな芽」
  - 「瞳をみつめるだけで」
  - 「ずっとずっとすきだよ」
  - 「となりあわせ "KOI-NOTE" music box」
  - 「小さな芽 "KOI-NOTE" music box」
  - 「瞳をみつめるだけで "KOI-NOTE" music box」

### 配信限定曲
1. 負けないココロ（2008年10月11日）
  - 「負けないココロ」
  - 着うた限定配信
  - SEGA ニンテンドーDS用ゲームソフト『ファンタシースターZERO』主題歌
  - 関西テレビ・フジテレビ系『グータンヌーボ』2008年12月・2009年1月度エンディングテーマ

## 出演

### ラジオ
- 初音の「ヒトリ relax radio」（2009年4月4日- 、FM OSAKA 85.1）
- 笑福亭鶴瓶 日曜日のそれ（2010年11月21日、ニッポン放送） - ゲスト

### テレビ番組
音楽番組に多数出演。

### Web
- 初音インタビュー モッテコ書店 （2010年2月12日、2011年11月25日）